# Cour suprême de Corée du Nord
La Cour suprême de Corée du Nord, officiellement la Cour centrale, est la cour suprême et le plus haut organe du système judiciaire de la Corée du Nord. 
La Cour suprême est responsable devant l'Assemblée populaire suprême (APS). L'APS élit ses juges. Le Présidium de l'APS élit ses juges en chef et ses jurés.
Normalement, la Cour suprême est la plus haute cour d'appel de Corée du Nord, mais dans certains cas, elle est le tribunal de première instance. Ces affaires concernent notamment des crimes contre l'État. Lorsqu'elle est le tribunal de première instance, la décision du tribunal est toujours définitive et ne peut faire l'objet d'un appel ou d'une contestation, ce qui est considéré comme une entrave au droit à un procès équitable. Les procès des étrangers se déroulent toujours devant la Cour suprême. Une raison probable est de statuer rapidement sur ces affaires.
La Cour suprême dispose de chambres séparées pour les affaires pénales, civiles et spéciales. 

## Organisation et rôles
En tant que cour suprême de la Corée du Nord, c'est l'organe suprême du pouvoir judiciaire du pays.
La Cour suprême est l'une des deux principales composantes du système judiciaire d'après 1945, avec le Bureau du procureur suprême de la république populaire démocratique de Corée. Elle n'exerce pas le pouvoir de contrôle judiciaire sur la constitutionnalité des actions de l'exécutif ou du législatif et n'a pas non plus de rôle militant dans la protection des droits constitutionnellement garantis des individus contre les actions de l'État.
Sa tâche consiste à superviser toutes les juridictions inférieures du pays, y compris leurs procès et procédures, ainsi que la formation des juges. La Cour suprême nomme et appelle également les juges des tribunaux spéciaux (c'est-à-dire de la Cour militaire et de la Cour de la circulation et des transports qui régie les chemins de fer et les voies navigables).
La Cour suprême est responsable devant l'Assemblée populaire suprême (APS), et lorsque celle-ci est vacante, devant son Présidium.
La cour s'appelait initialement la « Cour suprême », mais a ensuite été rebaptisée « Cour centrale ». La Constitution de 2012 a rétabli la Cour suprême dans son appellation, jusqu'à ce qu'une session de l'APS revienne à l'appellation de Cour centrale en 2016. La Cour est basée à Pyongyang. 

### Juges
La Cour suprême est composée d'un juge en chef ou président, de deux juges en chef ou vice-présidents associés et d'un nombre indéterminé de juges ordinaires.
Le président et les juges sont élus pour cinq ans. L'APS élit également, et peut appeler[pas clair], le chef de la cour. Le Présidium de l'APS élit les autres juges de la cour ainsi que les jurés.

### Président
Le président depuis 2016 est Kang Yun-sok. Le premier vice-président est Kim Hwan, qui a remplacé Yun Myong-guk. Les deux autres vice-présidents actuels sont Choe Ryong-song et Kim Chong-du. Parmi les vice-présidents précédents, on compte Choe Yong-song et Hyon Hong-sam.
L'actuel président Kang Yun-sok a remplacé Pak Myong-chol, qui occupait ce poste depuis 2014. Pak a été précédé par Kim Pyong-ryul, nommé en 1998 et réélu en 2003. Avant lui, Pang Hak-se avait été président entre 1972 et sa mort en juillet 1992. 

## Décisions
La Cour suprême est composée de trois chambres : une pour les affaires pénales, civiles et spéciales.
Normalement, la Cour suprême est la plus haute cour d'appel du pays, tant pour les affaires pénales que civiles. Pour certaines affaires, par exemple les crimes contre l'État, c'est le tribunal de première instance. Lorsque la Cour suprême est le tribunal de première instance, sa décision est toujours définitive et ne peut faire l'objet d'aucun appel ou contestation. Cela est considéré comme une entrave au droit à un procès équitable, dont fait partie le droit d'appel.
La Cour suprême participe à la condamnation des criminels politiques. Le ministère de la Sécurité d'État peut déterminer les peines pour les délinquants politiques au nom de la Cour. Pour les délinquants relevant du droit pénal nord-coréen, la Cour suprême a recommandé la peine capitale. Des exécutions sommaires et arbitraires en dehors de la procédure impliquant la Cour suprême ont également lieu dans le pays, parfois avec des tortures menant à des aveux.
Les procès des étrangers sont toujours portés directement devant la Cour suprême. Ceci est vrai malgré le fait que les crimes contre la nation et le peuple, dont les étrangers sont généralement accusés, doivent, selon la loi de procédure pénale de Corée du Nord, être jugés d'abord par les tribunaux locaux. La décision d'amener les étrangers devant la Cour suprême semble avoir été prise pour rendre ces procès rapides. Des procès d'étrangers ont impliqué des Américains détenus en Corée du Nord.
La Cour suprême arbitre également les affaires impliquant l'inexécution de contrats entre entreprises d'État, et les affaires impliquant des blessures et des demandes d'indemnisation.
Le bureau du procureur suprême enquête régulièrement sur les décisions de la Cour suprême. S'il constate une faute dans la décision de la Cour, il peut la renvoyer devant une assemblée plénière de la Cour, dans laquelle le procureur général du pays agit en tant que membre statutaire. Si les juges de la Cour suprême prononcent des « sentences injustes », ils peuvent en être tenus responsables.